# Mănăstirea Răciula
Mănăstirea Răciula este o mănăstire de maici din centrul Republicii Moldova. A fost fondată la sfârșitul secolului XVIII-lea de către frații Andrei și Ioan Roșca, preoți din satul Pașcani. Moșia pe care s-a construit mănăstirea a aparținut răzeșului Lupu Stratan. La început a fost mănăstire de călugări, însă în anul 1811, în urma desființării schitului Mana din apropierea mănăstirii Curchi, aici se înființează o obște de călugărițe. Se construiesc două biserici: a „Nașterii Maicii Domnului” (ridicată în 1800; reînnoită în 1845) și a „Sfîntului Ierarh Nicolae” (ridicată în 1822; reînnoită în 1880).
Începând cu anul 1854, pe timpul stăreției monahiei Olga în bisericile schitului (mănăstirii) a fost introdusă oficierea slujbelor în limba română.
În anii 1855–60, pe timpul stăreției egumenei Veniamina, a fost înălțată pe un loc nou biserica de iarnă, cea veche fiind distrusă de vremuri, iar în anii 1907–10, pe timpul stăreției egumenei Eugenia, a fost rezidită biserica de vară, fiind clădită din piatră și acoperită cu tablă de zinc. Aceste biserici s-au păstrat până în zilele noastre. S-au păstrat și pristolurile vechilor biserici, astăzi ocrotite și îngrijite cu dragoste de către maici si surori.
În anul 1878 în schit a fost deschisă o școală primară pentru fetițe orfane din familii de clerici și fetițe din familiile sărace din localitate.
În perioada interbelică mănăstirea s-a numit „Sfânta Mănăstire Oltea Doamna”, în numele cinstitei mame a Binecredinciosului Voievod Ștefan cel Mare și Sfânt. Hotărârea de schimbare a numelui a fost adoptată de Soborul stareților și starețelor mănăstirilor și schiturilor din Eparhia Chișinăului, care a avut loc la 3 august 1938 sub președinția Î.P.S. Efrem. Acest nume mănăstirea l-a purtat până după război.

## Perioada sovietică

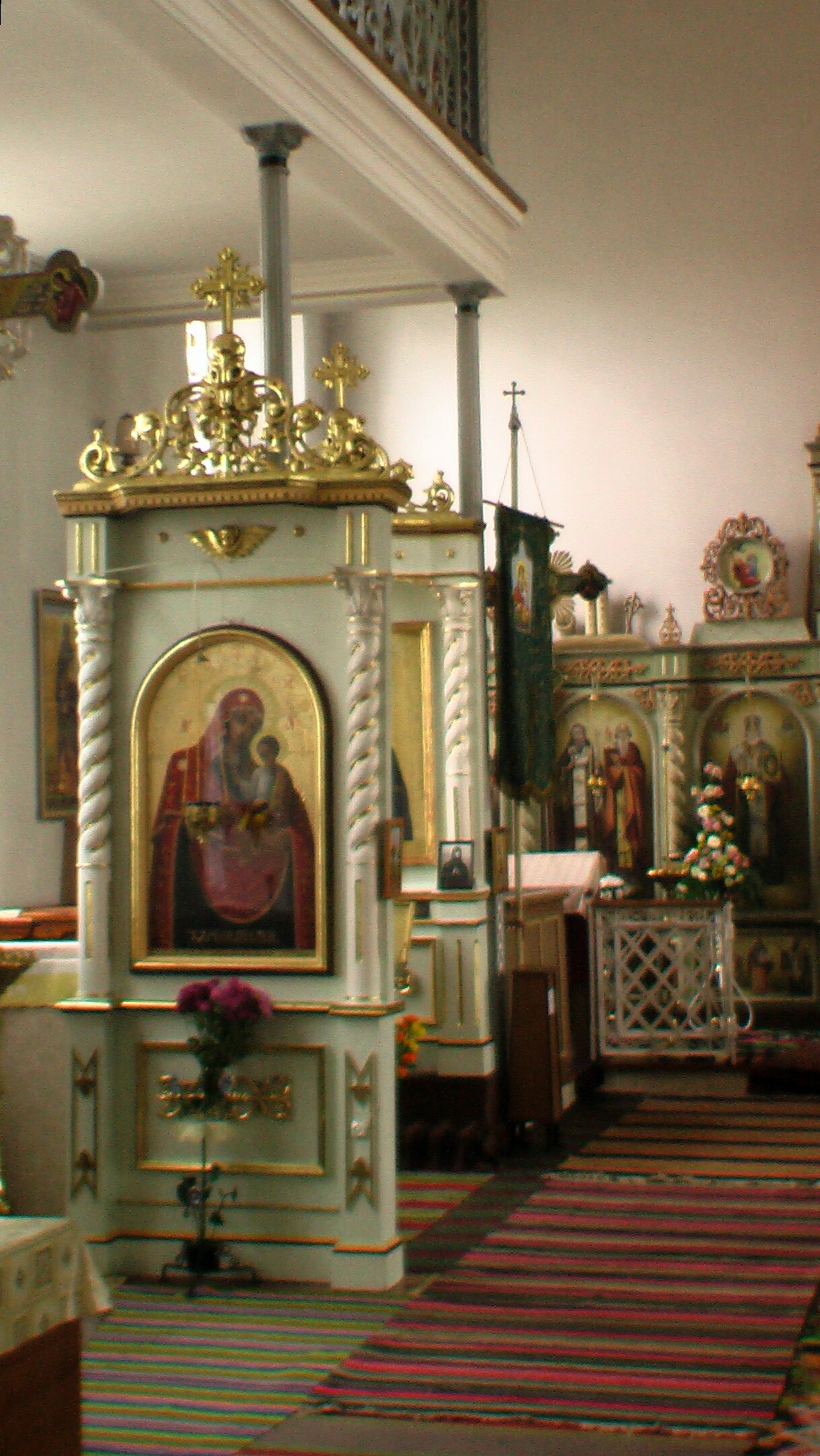
În interiorul mănăstirii Răciula

La 2 iulie 1959, mănăstirea, după o confruntare violentă de zece zile, a fost închisă. Împotriva viețuitoarelor mănăstirii, susținute de credincioșii din localitate și din satele vecine, au fost aduși 500 de milițieni și ostași înarmați. în urma confruntării a fost ucis Simion David, iar llarion Mocreac, Dionisie Danița și Gheorghe Porcari, grav răniți. Mai apoi opt persoane au fost condamnate la diferite termene de detenție. în acea zi turla bisericii de vară a fost dată jos cu ajutorul unui tractor, iar biserica transformată în sală pentru nunți și cumătrii, mai târziu devenind depozit al colhozului din localitate.
Tezaurul bisericesc al mănăstirii a fost ars în Dealul Călărașilor. Averea mănăstirii, care consta din 35 ha teren agricol, livadă, vie, două case, corp de chilii, stăreție, trapeză, trei clădiri auxiliare, cinci grajduri, vite mari cornute, oi, porci, cai etc., a fost transmisă în posesia colhozului din localitate. Din cele 230 viețuitoare ale mănăstirii (98 călugărițe și 132 surori) 30 au plecat la rude, iar cele rămase au fost impuse să lucreze pe câmpurile colhozului.
La împlinirea vremurilor de ispită, în 1989, odată cu colapsul ideologiei comuniste, s-au împlinit și așteptările celor ce au păstrat în inimi credința creștină ortodoxă - mănăstirile și bisericile au început să fie întoarse credincioșilor. Mănăstirea Răciula și-a reînceput viața monahală prin restaurarea bisericii de iarnă de către călugărițe și credincioșii din localitate sub îndrumările egumenei Eustafia, numită ulterior stareță. în anul 1990 mănăstirea a fost reînregistrată oficial, având deja peste 70 de viețuitoare, iar în anul 1994 a fost sfințită biserica de vară.

## Vezi și
- Lista mănăstirilor din Republica Moldova

## Legături externe
- Mănăstirea Răciula, „măr” al discordiei la Călărași Timpul de dimineață. Accesat la 05/10/2009
- Mănăstirea " Nașterea Maicii Domnului", Răciula Arhivat în 2 aprilie 2015, la Wayback Machine. pe ortodoxia.md
- Mănăstirea Răciula pe ortodox.md
- Manastirea "Nasterea Maicii Domnului", Raciula - Logos